# 福州大学地矿博物馆
福州大学地矿博物馆，是位于中华人民共和国福建省福州市福州大学内的高校专业博物馆，主要收集、收藏、展示并研究地质标本。博物馆由福州大学紫金地质与矿业学院开办、福建省实验教学示范中心代管。

## 历史沿革
1958年福州大学建校之初即建立了地矿专业。经数十年的沿革后，地矿专业在2007年6月被划入福州大学与紫金矿业集团联合创办的紫金矿业学院。2012年6月，紫金矿业学院利用地矿专业50余年来积存的标本设立了地矿陈列室，并向全校人员、周边中小学生开放。
2016年6月，紫金矿业集团为福州大学紫金矿业学院捐赠的一幢学院楼——紫金楼揭幕启用，其中一层被福州大学专门建设为地矿博物馆，原地矿陈列室的藏品先后迁入其中。在经历了一系列迁入、补充与布置展览的工作后，紫金地质与矿业学院于2017年学院成立10周年之时正式宣布对外开放地矿博物馆。2019年9月16日，福建省文物局完成对福州大学地矿博物馆的备案工作，使之成为福建省首个备案的高校专业博物馆。

## 展览规模
福州大学地矿博物馆内藏6000余件展品，展出的展品逾1500件，这些展品有来自福州大学建校之初厦门大学所移交而来的标本，有本校师生在科研过程中采集到的标本，有利用政府、企业所支持的经费购置的标本，亦有来自校友、社会人士所捐赠的标本。
博物馆展陈面积近2000平方米，其中800平方米为室外展区，1200平方米为室内展区，其中501室为主展厅，依照展品的分类、地层年代、矿物形态、物理性质和晶体形态等特征，分为四个展区——地球科学基础知识展、古生物展、矿物展和岩石展，对藏品进行系统性的展示与介绍，其中较为重要的藏品有古生物化石菊石、海百合，中国国内出土的黄铁矿、雄黄、红宝石，出土于塞尔维亚博尔市的高硫化型铜金矿石等；502室为珍贵标本厅，建成开放于2019年6月23日，内展出钻石、红宝石、蓝宝石、祖母绿、貓眼石、翡翠、欧珀和琥珀等134件价值较大的玉石展品。

## 图集

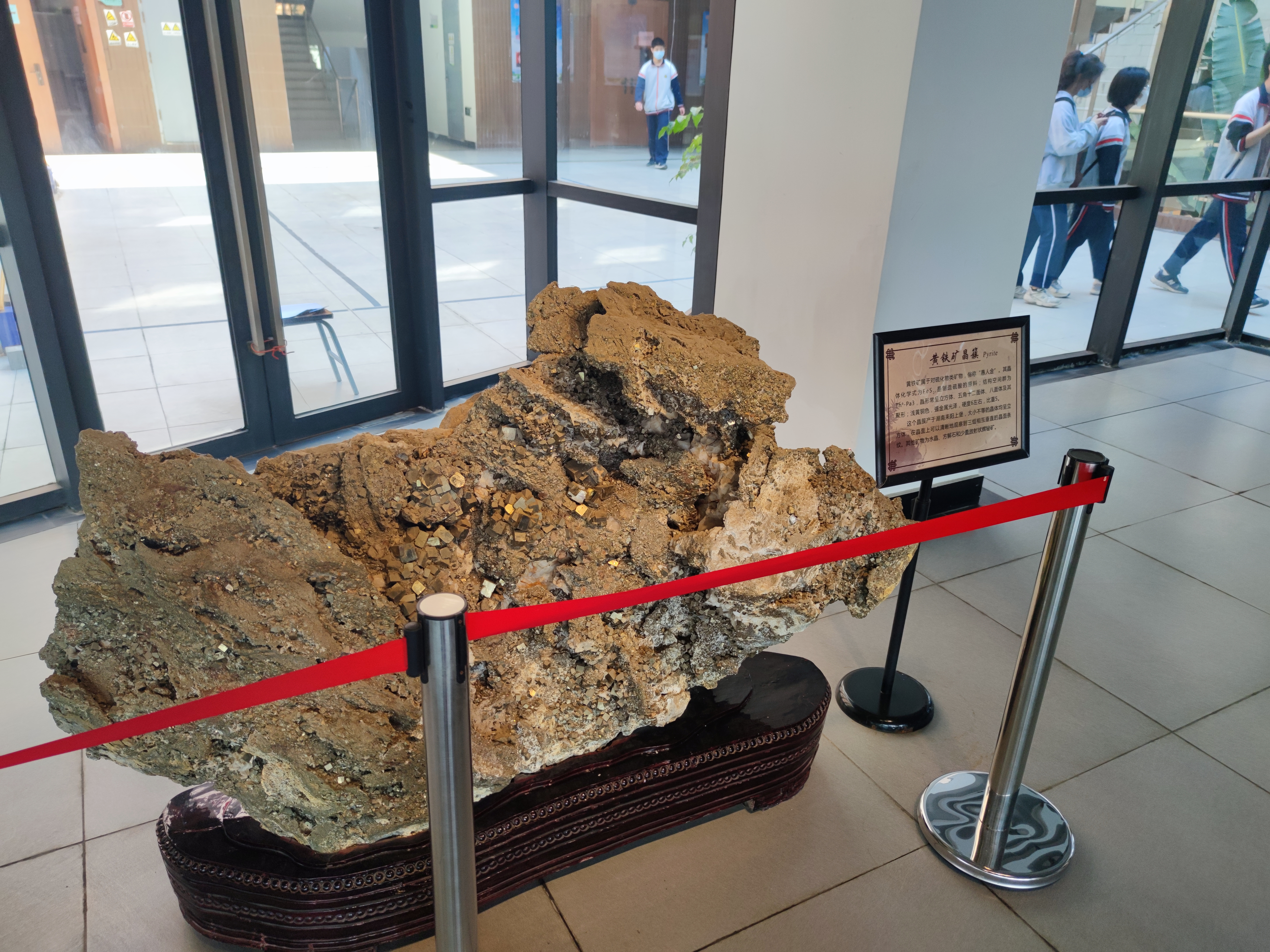
紫金楼1层展示的黄铁矿矿石。
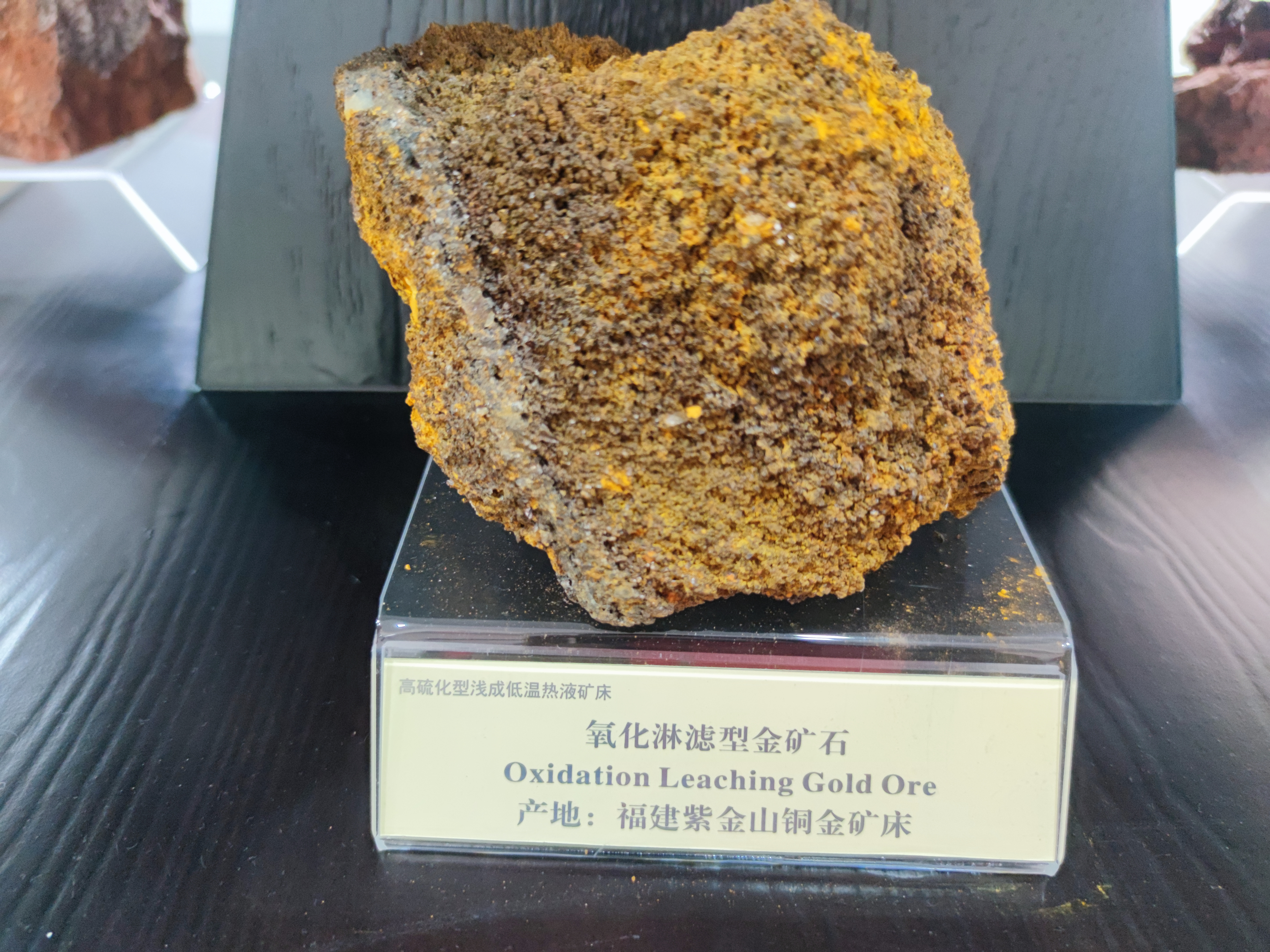
氧化淋滤型金矿石。
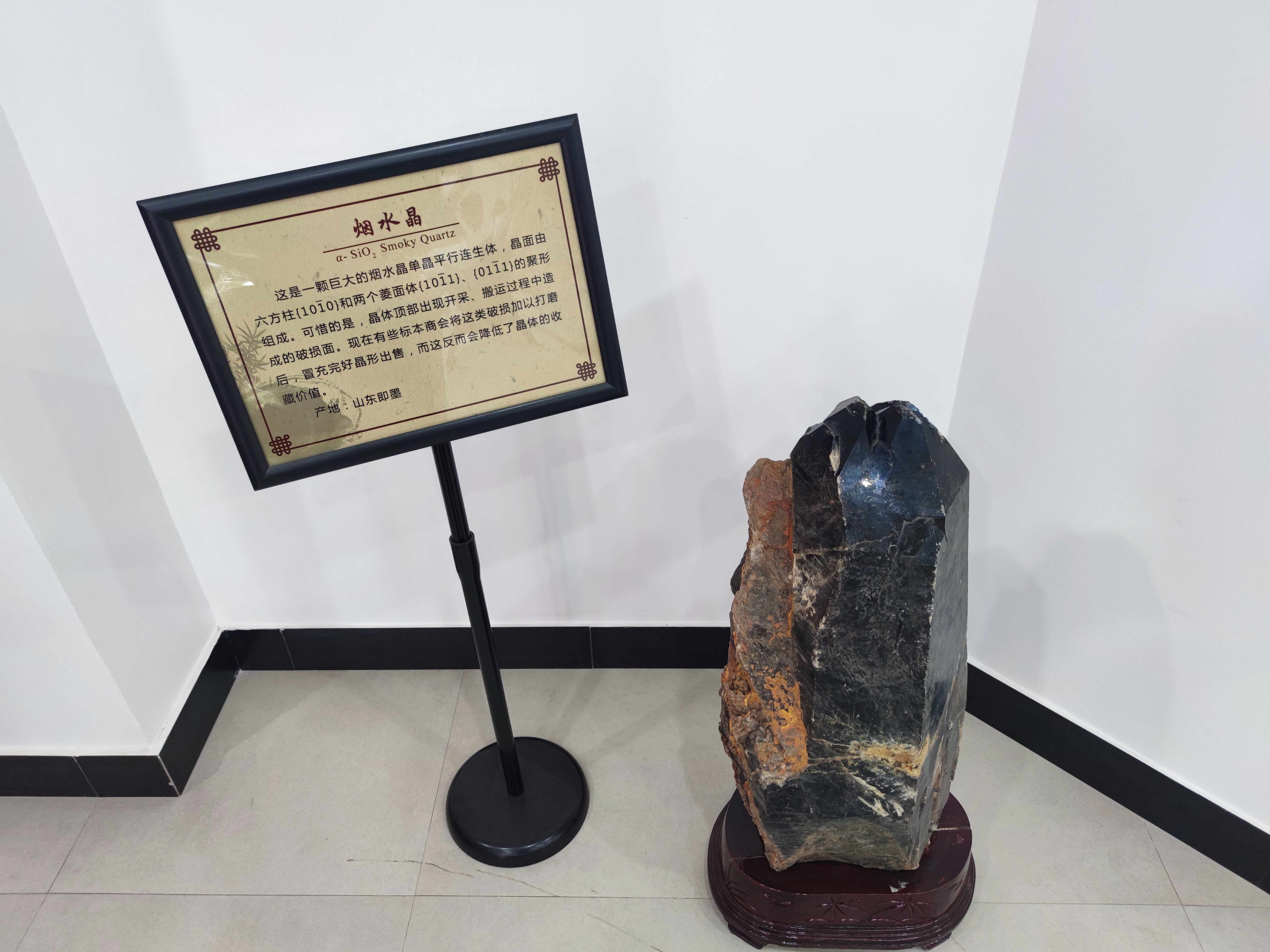
馆内展出的烟水晶矿石。
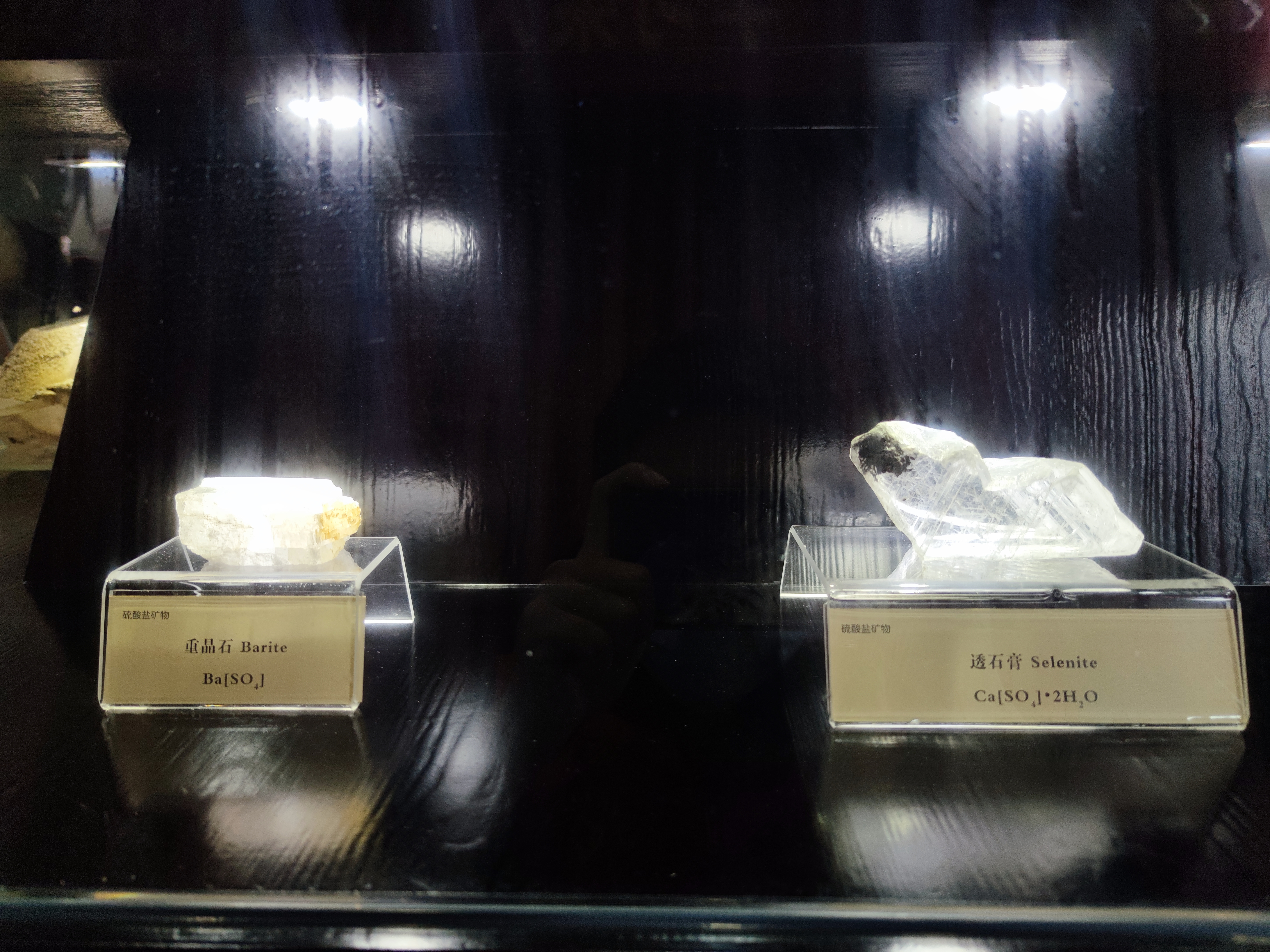
馆内展出的透石膏和重晶石。
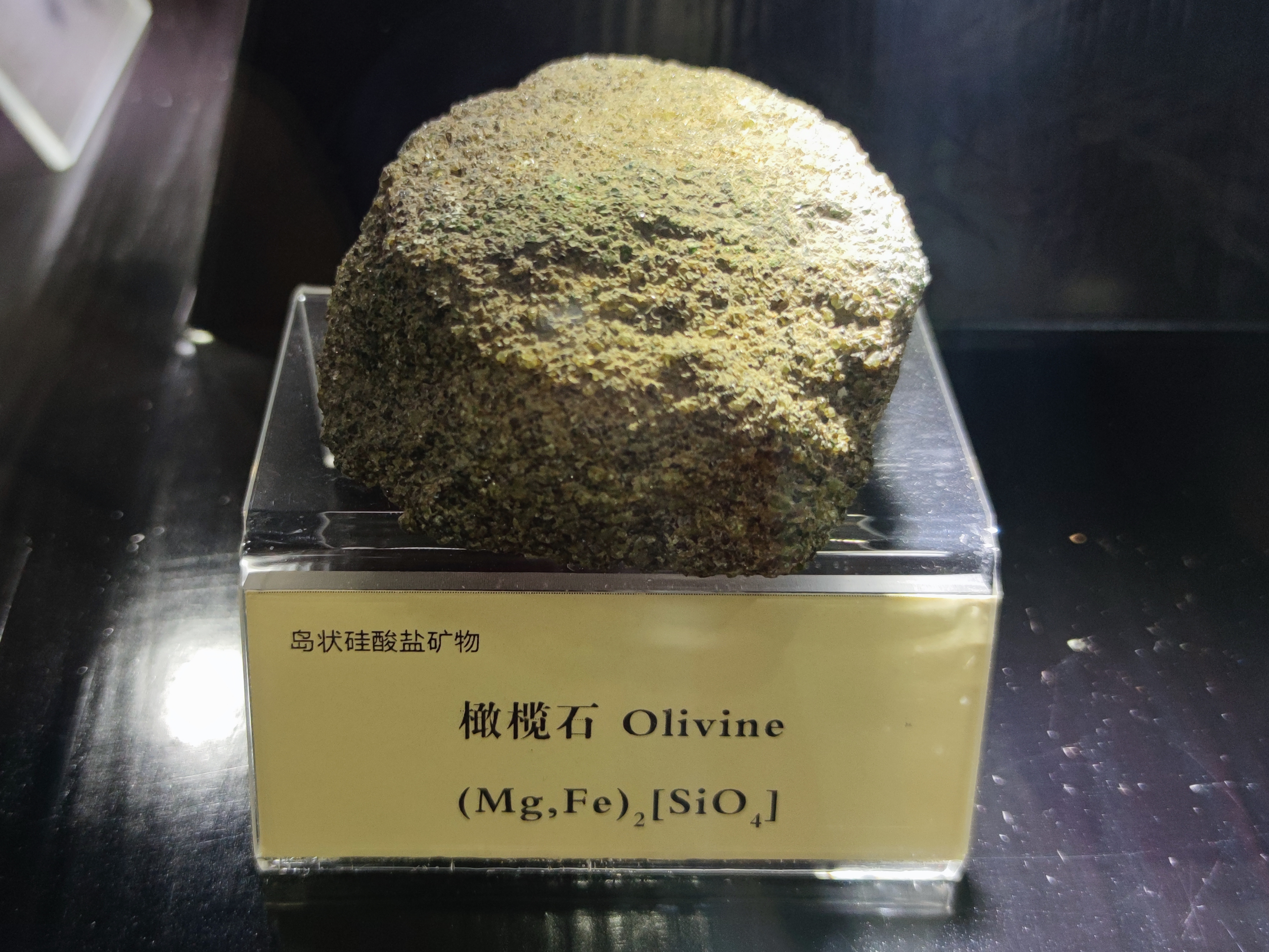
馆内展出的橄榄石。